# Forrest Griffin
Forrest Griffin (Columbus, Ohio, 1 de julio de 1979) es un artista marcial mixto estadounidense que compitió en la categoría de peso semipesado en Ultimate Fighting Championship. Obtuvo el Campeonato de Peso Semipesado de UFC en una ocasión.
Griffin pasó a servir como entrenador en The Ultimate Fighter 7 frente a Quinton Jackson. Griffin, Rashad Evans y Matt Serra son los únicos combatientes que han ganado un campeonato de UFC después de ganar The Ultimate Fighter.

## Primeros años
Griffin se graduó en la Escuela de Secundaria Evans en Evans, Georgia un suburbio de Augusta. Después, se graduó con un A.B. en Ciencias Políticas de la Universidad de Georgia. Mientras asistía a la escuela, Griffin sirvió como policía en la Oficina del Sheriff del Condado de Richmond en Augusta, Georgia. También sirvió como oficial de patrulla con la Policía Universitaria de Georgia.
Se entrenó en el gimnasio HardCore en Athens durante cinco años bajo Adam y Rory Singer. Más tarde dejó la policía para empezar una carrera profesional en las artes marciales mixtas. Griffin también es instructor de MMA en Throwdown Training Center y Robert Drysdale Brazilian Jiu-Jitsu en Las Vegas, Nevada.

## Carrera en artes marciales mixtas

### el chure
Tras ganar el The Ultimate Fighter 1 en una final apoteósica ante Stephan Bonnar, Griffin tendría su segundo combate ante Bill Mahood el 4 de junio de 2005 al que derrotó por sumisión en la primera ronda.
Griffin se enfrentó a Elvis Sinosic el 7 de octubre de 2005 en UFC 55. Griffin ganó la pelea por nocaut técnico en la primera ronda.
Griffin se enfrentó a Tito Ortiz el 15 de abril de 2006 en UFC 59. Griffin perdió la pelea por decisión dividida. Tras el evento, ambos peleadores ganaron el premio a la Pelea de la Noche y ganando el premio por la Pelea del Año 2006.
El 26 de agosto de 2006, Griffin se enfrentó en una revancha a Stephan Bonnar en UFC 62.  Griffin volvió a ganar la pelea por decisión unánime. En diciembre del mismo año, Griffin se enfrentó a Keith Jardine en UFC 66 donde perdió por nocaut técnico en la primera ronda.
En su primera pelea del 2007, Griffin se enfrentó a Héctor Ramírez en UFC 72. Griffin ganó la pelea por decisión unánime. Durante la pelea, Griffin lanzó un total de 38 patadas a las piernas.
El 22 de septiembre de 2007, Griffin se enfrentó a Maurício Rua en UFC 76. Griffin ganó la pelea por sumisión en la tercera ronda a falta de 15 segundos para el final. Tras el evento, Griffin obtuvo el premio a la Sumisión de la Noche.

#### Campeonato de Peso Semipesado de UFC

##### Rampage vs. Griffin
El 5 de julio de 2008, Griffin se enfrentó a Quinton "Rampage" Jackson por el Campeonato de Peso Semipesado de UFC en UFC 86. Griffin ganó la pelea por decisión unánime y se convirtió en el nuevo campeón de peso semipesado de UFC. Tras el evento, ambos peleadores ganaron el premio a la Pelea de la Noche, y finalmente, el premio a la Pelea del Año 2008. 
La decisión fue descrita como polémica por algunos comentaristas.

##### Griffin vs. Evans
En su primera defensa del título en UFC 92, Griffin se enfrentó al invicto retador Rashad Evans. Después de controlar la mayor parte de las dos primeras rondas con sorprendente eficacia, Evans logró derribar a Griffin y pudo finalizarlo por nocaut técnico en la tercera ronda con el ground and pound. Durante la pelea, Griffin se rompió la mano que lo dejó varios meses fuera de acción.

#### Después del título
Tras perder el título ante Rashad Evans en UFC 92, Griffin volvió a pelear el 8 de agosto de 2009 en UFC 101 ante el campeón del peso medio de UFC Anderson Silva en un combate de peso semipesado. Griffin perdió la pelea por nocaut en la primera ronda. Tras el evento, ambos peleadores ganaron el premio a la Pelea de la Noche.
Griffin se enfrentó a Tito Ortiz en una revancha el 21 de noviembre de 2009 en UFC 106. Griffin ganó la pelea por decisión dividida.
Griffin se enfrentó a Rich Franklin el 5 de febrero de 2011 en UFC 126. Griffin ganó la pelea por decisión unánime.
El 27 de agosto de 2011, Griffin se enfrentó a Maurício Rua en una revancha en UFC 134. Griffin perdió la pelea por nocaut en la primera ronda.
Griffin se volvió a enfrentar a Tito Ortiz en el final de su trilogía el 7 de julio de 2012 en UFC 148. Griffin ganó la pelea por decisión unánime. Tras el evento, ambos peleadores ganaron el premio a la Pelea de la Noche.

### Retiro e inducción al Salón de la Fama de UFC
El 26 de mayo de 2013, durante la conferencia de prensa posterior al evento UFC 160, Griffin anunció su retiro de las artes marciales mixtas. Tras el anuncio del retiro de Griffin, Dana White anunció que Griffin y Stephan Bonnar serían incluidos en el Salón de la Fama de UFC el 6 de julio.

## Vida personal
Griffin y su novia Jaime Logiudice se casaron el 18 de septiembre de 2009. La pareja dio la bienvenida a su primer hijo, una hija, en septiembre de 2011. La esposa de Forrest estaba en trabajo de parto (nueve días antes) de que compitiera contra Maurício Rua en UFC 134 el 27 de agosto de 2011.

## Campeonatos y logros
- Ultimate Fighting Championship
  - Salón de la Fama de UFC
  - Campeón de Peso Semipesado de UFC (Una vez)
  - Ganador del The Ultimate Fighter 1 de Peso Semipesado
  - Pelea de la Noche (Cinco veces)
  - Sumisión de la Noche (Una vez)
- Wrestling Observer Newsletter
  - Pelea del Año (2005) vs. Stephan Bonnar el 9 de abril
  - Pelea del Año (2008) vs. Quinton Jackson el 5 de julio
- Fighting Spirit Magazine
  - Pelea del Año (2006) vs. Tito Ortiz el 15 de abril[33]
- Triumph united|Triumph United
  - Trastorno del Año (2007) vs. Maurício Rua el 22 de septiembre
- MMAWeekly.com
  - Pelea del Año (2005) vs. Stephan Bonnar el 9 de abril

## Registro en artes marciales mixtas
| Resultado | Récord | Oponente              | Método                      | Evento                        | Fecha                    | Ronda | Tiempo | Localización                | Notas                                                                                  |
| --------- | ------ | --------------------- | --------------------------- | ----------------------------- | ------------------------ | ----- | ------ | --------------------------- | -------------------------------------------------------------------------------------- |
| Victoria  | 19–7   | Tito Ortiz            | Decisión (unánime)          | UFC 148                       | 7 de julio de 2012       | 3     | 5:00   | Las Vegas, Nevada           | Pelea de la Noche.                                                                     |
| Derrota   | 18–7   | Maurício Rua          | KO (golpes)                 | UFC 134                       | 27 de agosto de 2011     | 1     | 1:53   | Río de Janeiro              |                                                                                        |
| Victoria  | 18–6   | Rich Franklin         | Decisión (unánime)          | UFC 126                       | 5 de febrero de 2011     | 3     | 5:00   | Las Vegas, Nevada           |                                                                                        |
| Victoria  | 17–6   | Tito Ortiz            | Decisión (dividida)         | UFC 106                       | 21 de noviembre de 2009  | 3     | 5:00   | Las Vegas, Nevada           |                                                                                        |
| Derrota   | 16–6   | Anderson Silva        | KO (golpe)                  | UFC 101                       | 8 de agosto de 2009      | 1     | 3:23   | Philadelphia, Pennsylvania  | Pelea de la Noche.                                                                     |
| Derrota   | 16–5   | Rashad Evans          | TKO (golpes)                | UFC 92                        | 27 de diciembre de 2008  | 3     | 2:46   | Las Vegas, Nevada           | Perdió el Campeonato de Peso Semipesado de UFC; Pelea de la Noche.                     |
| Victoria  | 16–4   | Quinton Jackson       | Decisión (unánime)          | UFC 86                        | 5 de julio de 2008       | 5     | 5:00   | Las Vegas, Nevada           | Ganó el Campeonato de Peso Semipesado de UFC; Pelea de la Noche; Pelea del Año (2008). |
| Victoria  | 15–4   | Maurício Rua          | Sumisión (rear-naked choke) | UFC 76                        | 22 de septiembre de 2007 | 3     | 4:45   | Anaheim, California         | Sumisión de la Noche.                                                                  |
| Victoria  | 14–4   | Héctor Ramírez        | Decisión (unánime)          | UFC 72                        | 16 de junio de 2007      | 3     | 5:00   | Belfast                     |                                                                                        |
| Derrota   | 13–4   | Keith Jardine         | TKO (golpes)                | UFC 66                        | 30 de diciembre de 2006  | 1     | 4:41   | Las Vegas, Nevada           |                                                                                        |
| Victoria  | 13–3   | Stephan Bonnar        | Decisión (unánime)          | UFC 62                        | 26 de agosto de 2006     | 3     | 5:00   | Las Vegas, Nevada           |                                                                                        |
| Derrota   | 12–3   | Tito Ortiz            | Decisión (dividida)         | UFC 59                        | 15 de abril de 2006      | 3     | 5:00   | Anaheim, California         | Pelea de la Noche; Pelea del Año (2006).                                               |
| Victoria  | 12–2   | Elvis Sinosic         | TKO (golpes)                | UFC 55                        | 7 de octubre de 2005     | 1     | 3:30   | Uncasville, Connecticut     |                                                                                        |
| Victoria  | 11–2   | Bill Mahood           | Sumisión (rear-naked choke) | UFC 53                        | 4 de junio de 2005       | 1     | 2:18   | Atlantic City, Nueva Jersey |                                                                                        |
| Victoria  | 10–2   | Stephan Bonnar        | Decisión (unánime)          | The Ultimate Fighter 1 Finale | 9 de abril de 2005       | 3     | 5:00   | Las Vegas, Nevada           | Ganó el The Ultimate Fighter 1 de peso semipesado; Pelea del Año (2005).               |
| Victoria  | 9–2    | Edson Paredao         | KO (golpe)                  | HeatFC 2                      | 18 de diciembre de 2003  | 1     | 1:04   | Natal                       |                                                                                        |
| Derrota   | 8–2    | Jeremy Horn           | KO (patada a la cabeza)     | IFC: Global Domination        | 6 de septiembre de 2003  | 2     | 3:40   | Denver, Colorado            |                                                                                        |
| Victoria  | 8–1    | Chael Sonnen          | Sumisión (triangle choke)   | IFC: Global Domination        | 6 de septiembre de 2003  | 1     | 2:25   | Denver, Colorado            |                                                                                        |
| Victoria  | 7–1    | Ebenezer Fontes Braga | Sumisión (rear-naked choke) | HeatFC 1                      | 31 de julio de 2003      | 1     |        | Natal                       |                                                                                        |
| Victoria  | 6–1    | Steve Sayegh          | Sumisión (golpes)           | KOTC 20                       | 15 de diciembre de 2002  | 1     | 1:45   | Bernalillo, Nuevo México    |                                                                                        |
| Victoria  | 5–1    | Travis Fulton         | TKO (parada médica)         | CC 1                          | 26 de octubre de 2002    | 1     | 5:00   | Atlanta, Georgia            |                                                                                        |
| Victoria  | 4–1    | Jeff Monson           | Decisión (unánime)          | WEFC 1                        | 29 de junio de 2002      | 4     | 4:00   | Marietta, Georgia           |                                                                                        |
| Victoria  | 3–1    | Kent Hensley          | Sumisión (triangle choke)   | ISCF                          | 12 de abril de 2002      | 1     | 2:26   | Atlanta, Georgia            |                                                                                        |
| Victoria  | 2–1    | Jason Braswell        | Decisión (dividida)         | RSF 7                         | 26 de enero de 2002      | 3     | 4:00   | Lakeland, Florida           |                                                                                        |
| Victoria  | 1–1    | Wiehan Lesh           | Sumisión (rear-naked choke) | Pride and Honor               | 24 de noviembre de 2001  | 1     | 1:55   | Pretoria                    |                                                                                        |
| Derrota   | 0–1    | Dan Severn            | Decisión (unánime)          | RSF 5                         | 27 de octubre de 2001    | 3     | 4:00   | Augusta, Georgia            | Peso pesado.                                                                           |

## Filmografía

### Películas
| Año  | Título                         | Papel              |
| ---- | ------------------------------ | ------------------ |
| 2009 | I Hope They Serve Beer in Hell | Oficial de Policía |
| 2010 | 13                             | Joey Blarro        |
| 2010 | Unrivaled                      | Landon Popoff      |
| 2010 | Locked Down                    | Mula               |

### Televisión
| Año  | Título                            | Papel      | Notas             |
| ---- | --------------------------------- | ---------- | ----------------- |
| 2007 | Law & Order: Special Victims Unit | Mike Kona  | Episodio: "Fight" |
| 2008 | The Ultimate Fighter              | Entrenador |                   |
| 2012 | The Roots of Fight                |            | 2 episodios       |

### Videojuegos
| Año  | Título              | Papel    |
| ---- | ------------------- | -------- |
| 2009 | UFC 2009 Undisputed | él mismo |
| 2010 | UFC Undisputed 2010 | él mismo |
| 2012 | UFC Undisputed 3    | él mismo |
| 2014 | EA Sports UFC       | él mismo |